# Asa (navn)
 For alternative betydninger, se Asa. (Se også artikler, som begynder med Asa)
Asa er et fornavn i adskillige dele af verden.
- Asa (אסא/'ay-sah/) – afledt fra hebraisk, da navnet optræder i det Det Gamle Testamente til at designere tredje konge af Judah, som regerede i 40 år. Asa blev et populært navn grundet indflydelse fra Puritanismen i det 17. århundrede.

- Asa – hebraisk betyder naturlæge og/eller læge, Ase.

- Asa (udtales 'asha') – et Yoruba Nigeriansk navn med betydningen høg, eller lille høg.

- Asa (udtales "aa-saa") – et Igbo Nigeriansk navn med betydningen "smuk".

- Asa – Japansk navn med den oprindelige betydning 'morgen'.

- Asa – Indonesisk for 'håb'.

- Asa – Portugisisk betyder "vinge".